# 比企谷八幡
比企谷八幡（日语：／ Hikigaya Hachiman）是輕小說及同名漫畫、動畫《果然我的青春戀愛喜劇搞錯了。》的主角兼敘事者，是一位懶散又有點反社會傾向的少年。他在對於現今很多社會現象都有著獨特見解，在劇中也作出不少讓人省思的發言，這種讓讀者非常具有現實感的呈現方式，被認為是本作最具特色的要素之一。

## 人物

### 設計
- 比企谷八幡[註 6]的外貌特徵有著呆毛和死魚眼。另一方面，由於存在感太弱，姓氏被班上大多數人記成「比企鵝（ヒキタニ）[註 4] 」。

- 就讀總武高中（班級為2年F班，出席序號為29），是侍奉社社員。17歲，生日8月8日，獅子座，A型。喜歡的食物是蜂蜜炒花生及Max咖啡。形象動物是「狐狸」。是一個十分愛好千葉的千葉人。理想職業第一是當家庭主夫從而避免成為父母那樣的「社畜」，第二則是上班族。

- 文科成績極佳，故事的前期常常引用某些知名作家的名言（宫澤賢治、夏目漱石、太宰治等），在文科的總分是全級第三（年級第一則是雪之下雪乃，年級第二為葉山隼人）；理科及美術則不甚突出，數學更是極差，只得9分位列全級最低，連簡單的乘除法心算都做不到。且因成績只會告知本人不會公開，完全與外界隔絕的八幡，其成績完全無人知曉。

- 由於從小就是孤獨一人，對人心理變化的感知相當敏銳，至今因單薄的人際關係與會錯意的悲劇而留下無數心靈創傷，根據雪之下雪乃及由比濱結衣的說法，常一邊看書一邊傻笑。是個孤獨的達人，由於長期的單人校園生活，對事物有著獨特見解，堅持走自己的孤傲之路，故得「獨行俠中的獨行俠」名號。

- 因此外在「看來」相當陰沉虛無，不過也常在腦海中玩自問自答的猜謎或腦筋急轉彎，在故事中也經常會自言自語。由於過往的黑歷史和經驗，使得八幡不願相信人與人之間的感情。在完全不主動跟人說話而教人印象深刻的同時，也因不與他人接觸而很容易被人忽略，在團體活動中也由於沉默而讓人較難察覺，常自嘲可以做忍者。值得一提的是他至今未能記住班上大部分同學的名字和樣貌（在第一次與由比濱、戶塚以及川崎說話時都完全沒有意識到自己和對方同班，戶塚更已同班兩年）。

### 形象
- 其性格相當的彆扭。是個思想貌似非常成熟的「高二病[註 7]」患者，時而會說一些超齡的言語，時而又非常幼稚，了解人際關係的複雜和險惡，能一眼看穿他人本質。時常把自己孤立起來並非出於什麼傷痕，而是其性格本身的抉擇，因黑歷史而習慣了內心傷害，對之後的處事方法有著極大的影響。在中學時期還患有中二病，自稱已畢業但在國中時寫的「絕對不可饒恕名單」仍繼續紀錄（目前以雪之下雪乃、葉山隼人等人名列前茅）。

- 雖然對外界的評價並不怎麼在意，因此在侍奉社活動中或面對困難時能果斷割捨自己的名譽，時常做出「自我傷害」般的行動，對自身立場非常不利但又能確實地提供一條出路的行為，甚至還曾說過「看吧，簡單吧，沒有人受傷的世界完成了。」。這種方式看似理性且最有效率，或許這在一開始看似毫無問題，但是隨著故事發展，八幡自身也漸漸察覺了，這種傷害自己的解決方式只會對周遭關心自己的人造成極大傷害。

- 在故事初期時沒有任何朋友，在學校內人際關係為零，手機內除了家人的基本上沒有其他通信對象，曾被出於同情而詢問郵件地址，結果就是兩週內，多次地發郵件過去，對方一次都沒回信，同為心靈創傷之一。對人際關係和心理有自己的一套觀點，大致而言是視之為互相欺騙，是故不怎麼喜歡與人交往，很乾脆地把自己孤立起來，即使現在已和一眾角色較為友好，但其實在心底裏還是保持着一定的距離。但在表明自己想要「真心」後，開始去接觸並試圖理解和周遭人之間的感情。

- 中學二年級時曾因抽籤成為男班長，和女班長相處得不錯，誤以為對方對自己抱有好感，結果表白被拒絕，相近事情發生不只一次，是其最深刻的心靈創傷之一。甚至會說出「永遠討厭溫柔的女生」的話語。也讓他在察覺到由比濱結衣的好感時仍刻意視而不見，甚至直白地說出由比濱不必對自己的孤單感到憐憫或內疚。所以對於雪之下雪乃的相處中，因雪乃逐漸的了解自己而對自己產生的好感而感到困擾，兩人的曖昧關係使他經常想起內心深處的過去，因此總對雪乃提出和我做朋友的請求想斷絕雪乃對他的好感。

- 反倒和戶塚彩加的相處就相當放開，因為自己絕對不會對男生抱有戀愛的情感，雖然本人常常因戶塚的舉止而心頭小鹿亂撞。但實際上八幡也頗受小孩子歡迎，如林間學校旅行遇到的少女鶴見留美，另外尤其是川崎沙希的妹妹川崎京華。唯獨對作為妹妹的比企谷小町有過度保護的傾向，總是對妹妹的要求無法反抗，甚至會為了妹妹在自己最討厭的夏天高溫的情況下出門。曾坦言如果法律允許或小町不是妹妹的話，自己絕對會越過關係，然後被他父親所殺（比企谷家的父親是個極度女兒控）。被妹妹小町說「如果是哥哥的話也絕對沒問題。」而相當感動。

## 劇中表現
- 最初登場時因為寫出一篇「現充都爆炸」的作文，導致老師頭上冒出青筋，於是八幡被平塚靜老師叫到辦公室，除了要他重寫外，還要求他進行侍奉活動。不清楚狀況的八幡被小靜老師被拖去社團－「侍奉社」，並見到了侍奉社的唯一成員社長雪之下雪乃。開始進行了「侍奉社」的活動，接受了各種委託。

- 曾與由比濱結衣的談話中得知，最初在高中入學第一天，因為興奮而特地提早一個小時上學，結果因為救一隻衝出馬路的狗而踩自行車衝過去，遭一輛豪華轎車撞到住了三週醫院，狗的主人正是由比濱，另外該輛豪華轎車則是雪之下家的車，但比企谷本人完全沒有留意到狗的主人（由比濱亦刻意不提）。

- 因同班同學川崎沙希因為減輕家中負擔通宵打工，被他弟弟川崎大志懷疑並委託侍奉社等人調查，最後被侍奉社三人並成功的解決委託，在尋找過程中曾被川崎沙希的弟弟川崎大志稱為「哥哥」，但八幡本人十分討厭這個稱呼，對此認為大志是想順藤摸瓜，藉機和小町交往。後來在回家時，由小町無意的話語中，知道餅乾之事以及結衣就是狗的主人後，誤會了由比濱所展現的友情只是為了救狗和車禍之事而給予感謝與同情，因此開始迴避由比濱，兩人的相處因而一度變得尷尬。後來在雪乃的解釋下，三人的關係才回到正常。可是，依然認為由比濱對他的感情是對於「救狗的那個人」，而不是他。

- 在林間學校旅行遇到的少女鶴見留美，按照自己的想法解決了鶴見留美的人際關係問題。暑假也即將進入尾聲，在八幡和妹妹小町一成不變的日子裡，結衣突然來訪，在煙火晚會中與雪乃的姐姐陽乃巧遇。然而，某件連他發動無視技能都不得不在意的事實，卻一點一滴地改變他和雪乃、結衣之間的關係。對於由比濱所說「不會再等，而是這邊要先行一步」，決定和由比濱的距離似乎可以再更近一些，像是在鬼屋跌倒時八幡主動向由比濱伸出手。

- 修學旅行前，雖然以侍奉社的名義接受了戶部翔協助告白的委託，但隨後又接到海老名姬菜和葉山隼人的私人委託，同時在旅遊中三浦優美子也抱持著一樣的想法，理解了眾人皆珍惜目前彼此相處的時光，不希望這份日常崩毀的意志。在河岸和葉山的對話中，了解了對方也並不希望現狀改變，就如同八幡一直以來所想，而決定獻身完成委託。在此之前，對於由比濱的各種主動進擊，已超出八幡所能接受的範圍。為了維持現狀，同時也是為了不讓自己再次受傷而再次劃出界線，導致八幡再次以「自我傷害」的方式來拯救現充團體，藉此能「完美」完成三人的委託，但這只是將自己做出行為的責任，推託給為了完成委託而做出的行為上，以"這是最有效率的解決方式"，撒下最大的謊言。造成了雪之下和由比濱的不滿，導致三人產生了鴻溝。

- 學生會長選舉事件中，與雪之下意見不合，使三人關係陷入僵局，最後與妹妹小町商量後，八幡決定利用一色對葉山的好感，企圖讓她當上學生會長以解決事件，表面上雖解決了問題，也避免了侍奉社的瓦解，但卻無法再回到往日的情況，彼此之間的往來只留下表面的空殼。在之後的聖誕活動中，為了彌補自己行動的後果，本人說是售後服務，決定以自己而不是侍奉部的身分幫助一色。但情況比想像中要複雜，無法像以往獨自一人協助一色使活動順利進行，在得到教師平塚靜開導，有了一定程度上的反思與覺悟後向侍奉社的兩人求助。之後，在被雪乃拒絕，結衣與雪乃相互對峙時，向兩人袒露出自己對「真心」的追求，也找回失去的信念。在三人落下各自的眼淚後，雪之下答應八幡的委託，使聖誕活動得以順利完成，三人的關係也慢慢地回復如初。

- 聖誕夜時，一色向葉山告白失敗以後，一色讓八幡產生了保護欲與一定程度上的罪惡感[註 8]，雖然會提醒自己一色是在演戲，但卻本能性地去幫助她並陷入一色的陷阱之中。在完成委託後與八幡和結衣關係重歸於好，雪乃和結衣也特地為八幡準備了一個茶杯作為聖誕禮物，侍奉部內的三個茶杯，也彷彿意味著三人關係更近了一步。

## 評價
- 在《這本輕小說真厲害！》男性角色排名於2014、2015、2016連續三年獲得第一名[2]，於《這本輕小說真厲害！》第12回成功三連霸男子榜單，成為《這本輕小說真厲害！》史上人氣最高男性角色；在2013、2017年也獲得第四的好成績。
- 在《Newtype動畫大獎2015》男性角色第1名。
- 因常說出非常有深度又貼近人心的話，在書迷間有著「大老師」的尊稱，出處則為《變態王子與不笑貓》中用過的neta。
- 在爱好者之间，他與《古籍研究社系列》的折木奉太郎、《歡迎來到實力至上主義的教室》的綾小路清隆和《青春豬頭少年》的梓川咲太，合稱為「校園四霸」，[3]又稱“四大校霸”、“校園四大槓把子”、“社會四天王”。與一般的校園男主不同，這四位校園男主角透露著孤、懶、冷、騷的王霸之氣。談吐不凡，字字玉珠，擁有著獨特本領及非凡的洞察力。

## 腳註

### 來源
1. ↑  相樂總. . 尖端. 2013-04-13: 第10頁. ISBN 9789571051031 （中文（繁體））. 但是小豆梓絲毫不在意這種氛圍，我想她應該早已經習慣了吧。真正的孤獨是最強的，八幡老師所撰寫的青春戀愛教科書也這樣寫。
2. 1 2  . Animen新聞部.   [2015-11-20]. （原始内容存档于2017-09-02） （中文（臺灣））.